# Flughafen Antofagasta

i7
i11
i13
Der Flughafen Antofagasta (spanisch Aeropuerto Internacional Andrés Sabella; IATA: ANF, ICAO: SCFA) ist ein chilenischer Flughafen wenige Kilometer nördlich der Stadt Antofagasta in Nordchile.
Er dient als Verkehrs- und Luftfrachtflughafen.
Neben der Nutzung als ziviler Verkehrsflughafen wird er als Militärflugplatz genutzt. Der chilenischen Luftwaffe dient der am Nordende östlich der Start- und Landebahn gelegenen Bereich unter der Bezeichnung Base Aérea Cerro Moreno als Stützpunkt der V. Luftbrigade, V Brigada Aérea.
Der Flugplatz besitzt Einrichtungen für internationale Polizeidienste, Einwanderungsbehörden sowie Zolldienste, um internationale Flüge abzuwickeln.

## Geschichte
Am 10. September 1945 beschloss die Dirección General de Aeronáutica de Chile den Bau des Flughafens. Das vorhandene Aeródromo Cerro Moreno sollte modernisiert werden. Gleichzeitig wurden die Flughäfen in Arica, Los Cerrillos, Temuco, Puerto Montt, Puerto Aysén und Punta Arenas ins Programm aufgenommen. Der Bau kostete insgesamt 120.000.000 Chilenische Pesos.
Am 14. September 2000 wurde eine Flughafenkonzession für 10 Jahre an die Aeropuerto Cerro Moreno Sociedad Concesionaria S.A vergeben, infolgedessen begann der Großumbau des Flughafens, insgesamt waren rund 7000 m² neue Flächen vorgesehen.

## Militärische Nutzung
Die Militärbasis dient seit 1995 als Heimat V Brigada Aérea der FACh. Ihr unterstehen zwei Staffeln, Grupos, F-16AM/BM, wobei eine der Staffeln auch noch einige Helikoptern und kleinere Transportflugzeuge betreibt. Daneben gehören einige nicht fliegende Grupos zur Brigade.

## Zivile Nutzung

### Fluggesellschaften und Flugziele
| Fluggesellschaft | Ziele                                          |
| ---------------- | ---------------------------------------------- |
| LATAM            | La Serena, Concepción, Santiago de Chile, Lima |
| Sky Airline      | La Serena, Santiago de Chile                   |
| JetSmart         | La Serena, Concepción, Santiago de Chile, Cali |
| Quellen:         |                                                |

## Zwischenfälle
- Am 12. Dezember 1948 verunglückte eine Douglas DC-4/C-54A-5-DC der Peruvian International Airways (Luftfahrzeugkennzeichen OB-SAF-175) bei der Landung auf dem Flughafen Antofagasta (Chile) und brannte aus. Alle 6 (oder 8?) Insassen, zwei Besatzungsmitglieder und 4 Passagiere, überlebten den Unfall.[8]